# ウイリアム・ピノ / アレッサンドラ・ブキャレリ
ウイリアム・ピノ / アレッサンドラ・ブキャレリ (William Pino & Alessandra Bucciarelli) は、イタリア人のダンサー。現役時代はスタンダードの競技選手だった。競技を引退し現在はイタリアのローマ近郊の町で後進の指導にあたっている。

## 来歴
- 1990年　共に17歳の時カップルを組み、デビュー戦のイタリアンインターで準優勝する
- 1996年　アマチュア世界選手権で優勝
- 1999年　プロに転向
- 2000年　ブラックプール全英選手権のプロ・ライジングスターの部で優勝
- 2009年　10月に結婚